# Chorion (entreprise)
Chorion était une entreprise britannique qui a fermé en 2011. Elle a notamment détenu des droits de propriété intellectuelle sur les œuvres d'Enid Blyton, d'Agatha Christie et de Georges Simenon.  